# Jacques-Martin Hotteterre
Jacques-Martin Hotteterre (29. september 1674 – 16. juli 1763) var en fransk komponist og fløjtenist. Jacques-Martin Hotteterre var den mest anerkendte i en familie af blæseinstrumentmagere og blæsere.

## Biografi
Han blev født i Paris som søn af Martin Hotteterre (d. 1712) og Marie Crespy. Omkring 1704 afløste Jacques-Martin Hotteterre sin fætter Jacques som basse de hautbois et taille de violon ved det kongelige hof.
Hotteterre boede og studerede i Rom i 1698–1700 og var ansat hos fyrst Francesco Ruspoli i Rom. Han fik derfor tilnavnet le Romain (romeren mellem 1705 og 1707).

## Værker
- Op. 1 Principes de la flûte traversière, ou flûte d’Allemagne, de la flûte à bec ou flûte douce et du hautbois, divisez par traictez (1707)[4]
- Op. 2 Premier livre de pièces pour la flûte traversière et autres instruments avec la basse (1708)
- Op. 3 Sonates en trio pour les flûtes traversières et a bec, violon, hautbois (1712)
- Op. 4 Première suite de pièces suite de pièces à deux dessus, sans basse continue. Pour les flûtes-traversières, flûtes à bec, violes (1712)
- Op. 5 Deuxième livre de pièces pour la flûte traversière et autres instruments avec la basse (1715)
- Op. 6 Deuxième suite de pièces à deux dessus pour les flûtes-traversières, flûtes à bec, violes, etc... avec une basse adjoutée et sans altération des dessus, laquelle on y pourra joindre pour le concert (1717)
- Op. 7 L'Art de préluder sur la flûte traversière, sur la flûte à bec, sur le hautbois et autres instruments de dessus (1719)
- Op. 8 Troisième suite de pièces à deux dessus (1722)
- Op. 9 Concert de Rossignol (verschollen)
- Op. 10 Méthode pour la Musette contenent des principes, par un receuil d’airs et quelques préludes (1738)